# Штиллер (роман)
«Штиллер» (нем. Stiller) — роман швейцарского писателя Макса Фриша, опубликованный в 1954 году. В центре произведения — проблема самоидентификации личности.
Роман состоит из семи тетрадей с записями главного героя в тюрьме (часть I) и послесловием прокурора (часть II).